# Sho Fukuda
Sho Fukuda (福田 翔生 Fukuda Sho?), född 23 mars 2001 i Fukuoka prefektur, är en japansk fotbollsspelare.
Fukuda började sin karriär 2019 i FC Imabari.